# Groupe TMX
Le groupe TMX (TSX : X) est un opérateur boursier né de l'union de la Bourse de Montréal et de la Bourse de Toronto en décembre 2007.

## Historique
Le Groupe TMX est le fruit de la fusion en 2007 de la Bourse de Montréal et de la Bourse de Toronto.
En 1852, la Bourse de Torontoest créée comme association de courtiers. En 1878, elle change de statut pour passer à celui d'Incorporation. De son côté la Bourse de Montréal est officiellement créée en 1874.
En 2008, la fusion entre la Bourse de Montréal et le groupe TSX est complétée avec la création du Groupe TMX.
En 2012, Maple lance une offre publique d’achat sur le Groupe TMX afin d'empêcher la fusion avec le London Stock Exchange Group Plc (la Bourse de Londres) annoncée en 2011,. 